# Pjotr Petrowitsch Pawlow
Pjotr Petrowitsch Pawlow (russisch: Пётр Петрович Павлов, * 12. Januar 1896 im Dorf Urasowo, Rajon Waluiki, Gouvernement Woronesch; † 4. September 1962 in Moskau) war im Zweiten Weltkrieg ein sowjetischer Generalmajor der Panzertruppen.

## Leben
Pjotr Petrowitsch trat im November 1917 der Roten Garde bei, im Februar 1918 wurde er in die Rote Armee eingezogen und tat Dienst im 12. Infanterieregiment der 42. Schützendivision, im Mai desselben Jahres war er bereits Zugführer einer separaten Kavalleriestaffel. Er nahm an den Kämpfen an der Süd- und Westfront gegen deutsche und weiße Truppen unter dem Kommando der Generäle P. N. Krasnow und A. I. Denikin teil. Im Dezember 1919 rückte er in seinem Regiment von Woronesch über Waluiki nach Rostow am Don vor und kämpfte dann bei Jegorlykskaja und Maikop. Von Juni bis Oktober 1920 nahm er bei der 1. Kavalleriearmee am Sowjetisch-Polnischen Krieg teil und kämpfte an der Südwestfront bei Schitomir, Nowograd-Wolynski, Rowno, Luzk und Grubeschow. Seit Oktober 1920 stand er an der Südfront und bekämpfte die Truppen von General P. N. Wrangel bei Perekop und auf der Krim.
Ab Januar 1923 befehligte er eine Reiterstaffel des 23. und dann des 24. Don-Kavallerie-Regiments. Ab Februar 1925 diente er im 19. Manytscher-Kavallerieregiment als Führer einer Schwadron und wurde dann stellvertretender Stabschef des Regiments. Im Dezember 1928 wurde er zu Kavallerie-Fortbildungskursen für Kommandeure nach Nowotscherkassk geschickt und kehrte im September 1929 zum 19. Kavallerieregiment zurück. Im November 1930 wurde er zum stellvertretenden Stabschef des Regiments ernannt, danach übernahm er den Posten des zweiten Generalstabsoffiziers der 4. Kavalleriedivision. Ab Mai 1931 diente er als Leiter der Regimentsschule des 23. Salsker-Kavallerie-Regiments, kehrte aber im November desselben Jahres auf seine vorherige Position in der 4. Kavallerie-Division zurück. Nach dem Abschluss der Leningrader Panzerkurse im März 1932 wurde Pawlow zum Lehrer an der Panzerschule Gorki (im Moskauer Militärbezirk) ernannt. Auf Anordnung der NPO vom 27. Dezember 1937 wurde er zum Ausbilder eines Kadettenbataillons der Panzerschule ernannt (die 1938 ihren Sitz nach Charkow verlegte). Seit August 1938 war er Erster Assistent des Kommandanten der Charkower Panzerschule. Im Januar 1939 wurde er als Oberst zum stellvertretenden Kommandeur der 38. leichten Panzerbrigade (Militärbezirk Kiew) ernannt.
Ab März 1941 befehligte er die 41. Panzerdivision, die in der kleinen Stadt Wladimir-Wolynsk an der Grenze zu Polen in Garnison lag. Am 22. Juni um 4 Uhr trat seine Division als Teil des 22. Mechanisierten Korps (Generalmajor S. M. Kondrussew, ab 24. Juni Generalmajor W. S. Tamrutschi) der 5. Armee in die Kämpfe ein. In der Schlacht zwischen Rowno und Dubno wurden seine Verbände stark dezimiert und beim Rückzug dem 15. Schützenkorps im Raum Ljuboml unterstellt. Ab dem 27. Juni beteiligten sich die Reste seiner Division an den Rückzugskämpfen nach Nordosten über den Fluss Stochod, führten vom 23. Juli bis 5. August aktive Kämpfe im befestigten Gebiet von Korosten und wurden dann aufgelöst. Im September 1941 wurde er zum stellvertretenden Kommandeur der 46. Panzerbrigade (der 4. Armee der Wolchow-Front) ernannt und bald darauf, während der Kämpfe um Tichwin, ersetzte Pawlow den verwundeten Brigadekommandeur W. A. Kopzow. Für die geschickte Führung dieser Panzerbrigade wurde er mit dem Orden des Roten Sterns ausgezeichnet. Ende 1941 wurde Pawlow von der Front nach Moskau gerufen: Das Hauptquartier beschloss, ein Panzerkorps zu bilden. Pawlow wurde angewiesen, das 25. Panzerkorps zu bilden, das bereits Anfang 1942 an der Brjansker Front kämpfte. Im Februar 1942 wurde er zunächst zum stellvertretenden Kommandeur der Panzertruppen der 59. Armee ernannt.
Am 3. Mai 1942 wurde er zum Generalmajor der Panzertruppen befördert und im Juli desselben Jahres zum Kommandeur des 25. Panzerkorps ernannt, das bald an der Woronesch-Woroschilowgrader Operation teilnahm. Während der Abwehrkämpfe südlich von Woronesch führte er aus dem Brückenkopf Tschischowsk heraus Angriffe in Richtung der Städte Bogutschar, Sloboda und Kaschara durch. Im November konnten seine Panzertruppen innerhalb von 10 Tagen mehr als 350 km bis in den Raum westlich von Morosowsk vorrücken. Im Februar 1943 wurden seine Truppen während der Woroschilowgrader Operation in der Angriffszone der 6. Armee eingeführt. Bei dem Vorstoß in Richtung auf Dnjepropetrowsk erreichte sein Korps (111., 162. und 175. Panzerbrigade, die 16. motorisierte Schützenbrigade) am 20. Februar Saporoschje, dann operierte das Korps 13 Tage lang isoliert von den Hauptkräften der Armee. Die deutsche Gegenoffensive im Raum Pawlograd traf nicht nur Pawlows 25. Panzerkorps, sondern warf die gesamte 6. Armee über den Donez zurück. Die Truppen der deutschen 4. Panzerarmee schafften es, in die Offensive zu gehen und Charkow Mitte März erneut zu erobern. Am 24. Februar befahl General Pawlow, nachdem er den Befehl erhalten hatte, aus der deutschen Umklammerung auszubrechen, zuerst die Verwundeten zu evakuieren und alle liegen gebliebenen Panzer ohne Treibstoff in die Luft zu jagen. In der Nähe des Dorfes Terny, 50 km von Pawlowodsk entfernt, wurde Pawlow schwer verwundet, er übertrug das Kommando über das Korps an den Stabschef Oberst Nikolai Wasjutin, der aber bald darauf fiel. Der organisierte Rückzug des Korps brach zusammen – die in kleine Gruppen zerfallenen Panzertruppen zogen sich ungeordnet zurück. Pawlow erreichte mit seiner Gruppe das Dorf Nikolajewka an der Grenze der heutigen Bezirke Dnjepropetrowsk und Charkow. Er hatte eine Granatsplitterwunde am linken Oberschenkel und zwei weitere Schusswunden am linken Arm erhalten und musste getragen werden. Der Befehlshaber der 6. Armee, General Fjodor Charitonow besprach sich mit dem Kommandanten der Südwestfront, General Malinowski, über die Maßnahmen, die ergriffen wurden, um den Kommandeur des 25. Panzerkorps zu retten. Eine Aufklärungsgruppe wurde ausgesandt, ein Flugzeug wurde zur Evakuierung geschickt. Es war nicht mehr möglich, den verwundeten General zu evakuieren, deutsche Truppen hatten ihn bereits gefangen genommen. Pawlow kam auf Krücken gestützt auf einen deutschen Operationstisch und überlebte. Unter den Papieren von Pawlows erhaltenem Archiv, das seine Tochter Elena Petrowna der Öffentlichkeit später zugänglich machte, befinden sich viele mit Bleistift geschriebene Blätter mit Listen von Siedlungen und Daten. Es handelte sich dabei um eine Liste jener Siedlungen, in denen sich der General unmittelbar nach seiner Gefangennahme aufgehalten hat. Warum brachten die Deutschen den Gefangenen so lange an verschiedene Orte? Die Erklärung bestand darin, dass er sich nicht als sowjetischer General ausgab, sondern als ein Militärarzt namens Generalow. Dann folgten die Torturen der Gefangenschaft, der Transport von Lager zu Lager. Für Pawlow war sein Aufenthalt in Nürnberg besonders denkwürdig: General Wlassow besuchte ihn im Gefängnis. Ohne Vorrede forderte er Pawlow auf, sich der „antistalinistischen Bewegung“ anzuschließen, und bot die Stelle seines Stellvertreters für Panzertruppen an. Der General antwortete mit Würde, „er hoffe, den Tag zu erleben, an dem die Führer der „Bewegung“ am Galgen endeten“. Danach kam Pjotr Petrowitsch ins KZ Flossenbürg, wo die meisten Häftlinge in der ansässigen Flugzeugfabrik und in den Steinbrüchen arbeiteten. Als Pawlow nach Flossenbürg kam, leitete SS-Obersturmbannführer Max Koegel das Lager. Er verhörte den sowjetischen General persönlich, der wegen der Torturen nur mehr 48 Kilogramm wog. Es gelang Pawlow zu fliehen: Die Häftlinge des Lagers Flossenbürg wurden auf einen Todesmarsch in das KZ Dachau geschickt, das auf dem Weg in die Alpen lag. Unterwegs gelang es Pawlow am 20. April 1945 zu entkommen. Er irrte lange Zeit in den Bergen umher und landete schließlich auf französischem Territorium, wo er von Partisanen entdeckt wurde. Diese halfen dem russischen General, nach Paris zu gelangen, wo sich die sowjetische Militärmission befand. So kam er nach Moskau zurück, landete aber in der Lubjanka. Seine Überprüfung dauerte sieben Monate, Schritt für Schritt wurde der gesamte Frontweg des Kommandanten des 25. Korps aufgerollt: Es wurden schriftliche Erklärungen aufgenommen, viele Dokumente studiert und Zeugen befragt. Es war eine sehr schwierige Zeit in seinem Leben, umso freudiger war der Moment seiner Freigabe: Er durfte 1946 endlich wieder mit seiner Familie zusammentreffen.
Pawlow wurde wieder in seinem früheren Rang – Generalmajor der Panzertruppen – in den aktiven Dienst gestellt. Nach dem Besuch der Militärakademie des Generalstabs bekleidete er von 1947 bis 1950 die Position des stellvertretenden Kommandeurs des 36. Garde-Schützenkorps. 1950 trat er krankheitsbedingt in den Ruhestand. Seine Verwundungen (drei im Bürgerkrieg und drei im Großen Vaterländischen Krieg) sowie die unmenschlichen Bedingungen in den deutschen Arbeitslager hatten ihn vorzeitig altern lassen. Die Rente eines Generals ermöglichte ihm einen angenehmen Lebensabend, sobald sich sein Gesundheitszustand besserte, stürzte er sich dann in die Angelegenheiten des 1956 gegründeten sowjetischen Komitees der Kriegsveteranen. Pawlow übernahm einen der schwierigsten Bereiche – die Arbeit mit ehemaligen Kriegsgefangenen. Es stellte sich oft heraus, dass viele Soldaten, die in Konzentrationslagern schreckliche Entbehrungen überlebt hatten, beim „Siegesfest“ wie Ausgestoßene behandelt wurden. General Pawlow versuchte bis zu seinem Tod im Jahre 1962 die Öffentlichkeit darüber zu informieren und aufzuklären.